# Eric Grigorian
Eric Grigorian (* 1969 v Teheránu) je naturalizovaný americko-íránský fotograf arménského původu. Je držitelem hlavního ocenění Fotografie roku v soutěži World Press Photo za rok 2002.

## Životopis
Grigorian je umělec arménského původu, narodil se v roce 1969 v Teheránu a do Spojených států se přistěhoval v roce 1979, na začátku íránské revoluce. Grigorian studoval fotožurnalistiku na San Jose State University a semestr strávil v Londýně.
Po promoci Eric Grigorian pracoval po dobu tří let v redakci Los Angeles Daily News, než se stal nezávislým fotografem. V roce 2002 nastoupil do tiskové agentury Polaris.